# 拉沙山
45°55′39″N 6°21′05″E / 45.92750°N 6.35139°E

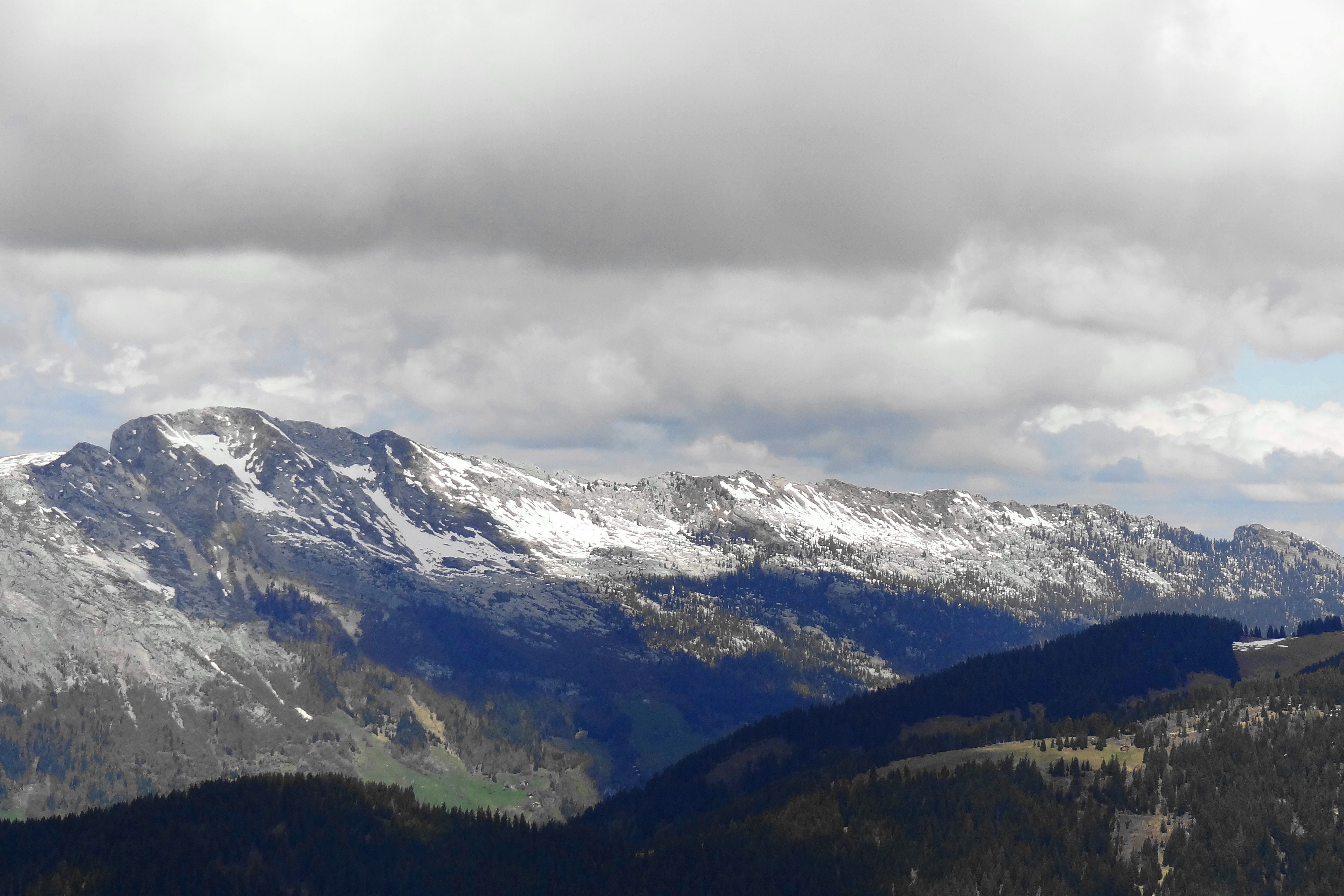

拉沙山（法語：Mont Lachat），是法國的山峰，位於該國東部，由奧文尼-隆-阿爾卑斯大區負責管轄，屬於博爾訥山的一部分，海拔高度2,023米，山體由沉積岩組成。